# Anna Cornelia Craandijk-Schuil
Anna Cornelia Craandijk-Schuil (Franeker, 26 december 1872 - Haarlem, 12 juli 1950) was een Nederlands alt en zangpedagoge.
Ze was dochter van musicus Martinus Schuil en Martha van der Meulen. Zelf trouwde ze in 1898 met Pieter Herman Craandijk, dan adjunctdirecteur van de Haarlemsche Hypotheekbank, zoon van Jacobus Craandijk (1834-1912). Haar broer was de bekende kinderboekenschrijver Jouke Broer Schuil.
Ze kreeg haar muziekopleiding aan het Conservatorium van Utrecht waar Bertha Zegers Veeckens haar lerares was en waar ze in 1894 haar diploma haalde met een jury waarin onder andere Daniël de Lange en Richard Hol zitting hadden. Ze gaf enige tijd les aan de muziekschool in Dordrecht (solozang, koorzang, spreekkunst en reciteren), alwaar ze in 1898 opgevolgd werd door Betsy Hol.
Vanaf de eeuwwisseling was ze talloze keren te bewonderen als zangeres in en om Haarlem. Voorts trad ze wel eens op als toneelregisseur al was dat dan in uitvoeringen van De woudkoningin, een kinderoperette gecomponeerd door haar vader.
Ze zong gedurende haar leven met tal van bekende musici, waaronder Jac. van Kempen, Louis Robert, Aaltje Noordewier-Reddingius, Berthe Seroen etc. In 1902 en 1906 trad ze op in de Johannes-Passion van Johann Sebastian Bach uitgevoerd in het Concertgebouw te Amsterdam. De uitvoeringen met het Concertgebouworkest stonden beide keren onder leiding van Anton Averkamp; onder de andere solisten bevonden zich diezelfde Noordewier-Reddingius, maar ook Johannes Messchaert (1902) en Hendrik C. van Oort (1906). 
Ze gaf voorts nog leiding aan het Haarlemsche Motet- en Madrigaalvereniging.
Van haar hand kwam tevens het de eenakter De crisis, waarin ze zelf af en toe de hoofdrol vertolkte. Ze speelde dan Louise van Geervliet; getrouwde vrouw in een ongelukkig huwelijk die uiteindelijk naar een vriendin vlucht, deze weet de vrouw te overtuigen de crisis terzijde te schuiven en haar taak als echtgenote en opvoedster van de kinderen weer op zich te nemen.